# Antonio Montico
Antonio Montico (Valvasone, Provincia de Pordenone, Italia, 30 de diciembre de 1932 - 28 de mayo de 2013) fue un futbolista italiano. Se desempeñaba en la posición de centrocampista.

## Selección nacional
Fue internacional con la selección de fútbol de Italia en 2 ocasiones. Debutó el 27 de noviembre de 1955 en un encuentro ante la selección de Hungría que finalizó con marcador de 2-1 a favor de los húngaros.

## Clubes

### Como futbolista
| Club           | País   | Año       |
| -------------- | ------ | --------- |
| Pro Gorizia    | Italia | 1950-1951 |
| Udinese Calcio | Italia | 1951-1953 |
| Juventus F. C. | Italia | 1953-1960 |
| A. S. Bari     | Italia | 1960-1961 |
| Juventus F. C. | Italia | 1961-1962 |
| A. C. Ancona   | Italia | 1962-1965 |

### Como entrenador
| Club               | País   | Año       |
| ------------------ | ------ | --------- |
| A. C. Ancona       | Italia | 1965-1966 |
| U. S. Aosta        | Italia | 1970-1971 |
| U. S. Pro Vercelli | Italia | 1976-1977 |
| U. S. Pro Vercelli | Italia | 1978-1979 |

## Palmarés

### Como futbolista

#### Campeonatos nacionales
| Título      | Club           | País   | Año     |
| ----------- | -------------- | ------ | ------- |
| Serie A     | Juventus F. C. | Italia | 1957-58 |
| Copa Italia | Juventus F. C. | Italia | 1958-59 |
| Serie A     | Juventus F. C. | Italia | 1959-60 |
| Copa Italia | Juventus F. C. | Italia | 1959-60 |